# Classificazione di Miller

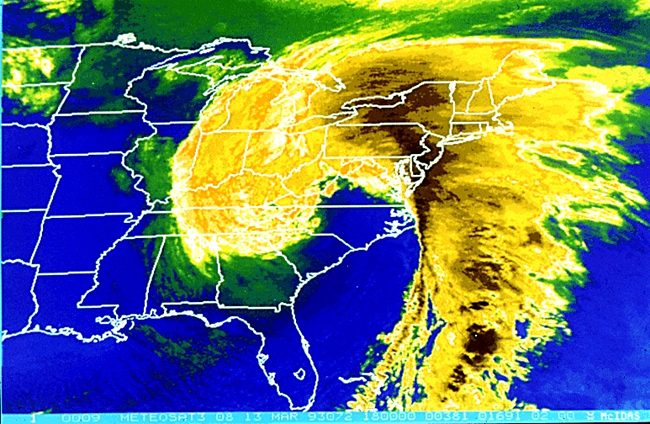
Il Superstorm del 1993, un classico noreaster di Miller di Tipo A

La classificazione di Miller  è una tecnica che i meteorologi utilizzano per classificare i noreaster. Il sistema divide i noreaster in cinque categorie: Miller A, Miller B, Miller C, Miller D e Miller E; il sistema di classificazione inizialmente partì con le prime due categorie. Il sistema è stato ideato dal meteorologo e ricercatore J.E. Miller nel 1946, (da non confondere con R.C. Miller, il  meteorologo dell'Air Force che, nel 1948, compì con successo la prima previsione di un tornado presso la Tinker Air Force Base).

## Antefatti
Un noreaster è un tipo di grosso ciclone extratropicale che viaggia lungo la costa orientale degli Stati Uniti e quella del Canada atlantico. I cicloni sono chiamati noreaster poiché i venti sulla zona costiera provengono tipicamente da nordest. Questi cicloni possono verificarsi in qualunque momento dell'anno, ma sono prevalentemente  frequenti e gravi tra settembre e aprile. I noreaster generalmente si sviluppano alle latitudini tra gli stati della Georgia e del New Jersey, entro le 100 miglia a est o ad ovest della linea costiera. Questi cicloni si dirigono verso nord-nordest e tipicamente raggiungono il loro picco d'intensità tra la Nuova Inghilterra e le Province Marittime del Canada. I cicloni causano precipitazioni sotto forma di pioggia battente o neve, o un misto di entrambe, insieme a venti con forza di burrasca. I cicloni possono causare gravi danni nelle città popolose, come Washington, Baltimora, Filadelfia, New York e Boston. Ciò è possibile per il fatto i cicloni subiscono la bombogenesi quando essi viaggiano lungo la costa, provocando gravi condizioni a causa di forti venti e pesanti precipitazioni.

## Descrizione
La Classificazione di Miller fu creata dal meteorologo e ricercatore J.E. Miller nel 1946. I meteorologi usano questa tecnica per determinare il percorso e la gravità dei noreaster.
Temporali che ricevono la classificazione di Tipo A si sviluppano principalmente nel Golfo del Messico o lungo la parte meridionale della Costa orientale, vicino alla Georgia e alla Carolina del sud. Questi temporali si sviluppano principalmente sulla Costa del Golfo o sulla Costa Orientale lungo un decadente fronte freddo, o lungo il marino/terrestre contrasto di masse d'aria trovato sulla Costa Orientale. I sistemi di Miller di tipo A quindi si ammassano e si intensificano quando si dirigono verso nordest. I temporali di tipo A si muovono tipicamente molto velocemente, colpendo più duramente gli Stati del Medio Atlantico degli Stati Uniti. Ciò non di meno, la Nuova Inghilterra può ancora ricevere una quantità significativa di neve, a seconda dell'intensità del sistema. Il Superstorm del 1993 è considerato un temporale del tipo-A secondo Miller.
I temporali che ricevono la classificazione di Tipo B si sviluppano negli Stati Uniti sulla terraferma. A quelli che arrivano da ovest (sopra la Valle dell'Ohio) ci si riferisce usualmente come temporali di "Tipo-B secondo Miller". Questi temporali hanno origine come "aree di bassa pressione", che creano tempo instabile sugli Stati Uniti medio-occidentali e la valle del fiume Ohio. Questi temporali hanno un definito centro di circolazione che si sposta verso i Monti Appalachi da ovest. 
Quando questi temporali si avvicinano alle montagne, essi perdono il loro centro definito di circolazione a causa dell'altezza [s.l.m.] del terreno. Un ciclone più potente gira in su lungo le calde acque della Corrente del Golfo al largo della costa della Carolina del Nord. Quando si verifica questo ri-sviluppo, il temporale produce precipitazioni, incluse forti nevicate, lungo le zone dell'interno del Medio Atlantico. Dopo il ri-sviluppo, il noreaster prende la direzione nord, quindi ruota verso il mare vicino alla Nuova Inghilterra. Un esempio di questo temporale è la tempesta di neve del 5–6 febbraio 2010 nel Nordamerica.

### Ulteriori tipi di classificazioni
Uno studio redatto da Albright e Cobb (2004) dice che ci sono cinque modelli predominanti che producono quattro o più pollici di nevicata nel Medio Atlantico. Essi aggiungono le classificazioni di tipo da C ad E a quelle di Miller.